# Ковалик Володимир Михайлович
Ковалик Володимир Михайлович (10 квітня 1921, Чикаго — 5 вересня 2017, там само) — український поет і громадський діяч. Член Національної Спілки письменників України (з 1999), Асоціації українських письменників(2000), Міжнародної спілки поетів США, Міжнародної Асоціації Письменників Баталістів і Мариністів, почесний академік Малої академії літератури і журналістики, заступник ректора МАЛіЖ, нині Міжнародної академії з питань взаємодії діаспори США та України, Герой Козацтва України, почесний президент Міжнародного фестивалю для дітей та юнацтва "Рекітське сузір'я".

## Біографія
Народився 10 квітня 1921 року у місті Чикаго (США) в родині емігрантів із села Дроздовичі, поблизу українського міста Перемишль. У 1935 році повернувся разом із батьками на Батьківщину, у село Дроздовичі, закінчив гімназію в Перемишлі. У роки Другої світової війни брав участь у боротьбі УПА. У 1947 році був заарештований до десяти років каторги та десяти років заслання, перебував разом із митрополитом Йосипом Сліпим у таборах Мордовії. У 1967 році був звільнений, мешкав у селі Підгірне Львівської області, потім, як громадянин США, повернувся до Чикаго (1992). Писав українською та англійською мовами.

## Родина

### Дружина
- Емілія Ковалик

### Діти
- Ольга Гриців (1957)
- Ярослав Ковалик (1961)

## Громадська робота

На фестивалі «Рекітське сузір'я». Зліва направо — члени Національної спілки письменників України Василь Кохан, Володимир Ковалик, Петро Скунць, Андрій Дурунда та Володимир Фединишинець

Володимр Ковалик є почесним президентом Міжнародного фестивалю «Рекітське сузір'я».

## Твори

### Видання
- «Щем пройдених доріг» (Львів: 1996)
- «Beneath Chicago Skies» (Chicago: 1997)
- «Не зречусь ніколи» (Львів: Престиж Інформ, 1999)
- «Голгофа Митрополита Йосифа Сліпого» (Львів: Астрон, 2000)
- «Що болем залягло у серці» (Львів: Плай, 2001)
- «Де поруч явора могила» (Львів: Тріада плюс, 2002)
- «Повстанський будень» (Львів: 2002)
- «Different Sights of Memory» (Львів: Ромус-Поліграф, 2003)
- «Заховатись од долі не судилось» (Львів: Компанія "Манускрипт", 2003)
- «Калиновий монолог» (Львів: Опілля 2004)
- «Над вічністю буття — крилатий птах…» (Львів: 2005)
- «Перстень з тризубом» (Львів: 2006)
- «My Emily» (Львів: 2006)
- «Сонети» (Львів-Чикаго: 2007)
- «Двох вісімок буття. Сонет буття — поезії скрижалі» (Львів-Чикаго: 2009)
- «Любов і хрест - тернові квіти...» (Львів: Компанія «Манускрипт», 2012)
- «Вічний свободи плин - з любо'ю до життя» (Львів: Компанія «Манускрипт», 2015)

## Нагороди та почесні відзнаки
- Почесна нагорода за успіхи в англійській поезії м. Орландо, США (березень, 2003)[2].
- Нагороджено медаллю «За відданість Україні» (2007)[2].
- Диплом II ступеня XVII конкурсу ім. М.Утриска за книгу «Любов і хрест - тернові квіти...» (2013)[3].
- Нагороджений Почесним знаком «За сумлінну роботу» начальником Генерального штабу — Головнокомандувачем Збройних Сил України[4].
- Почесний житель села Рекіти.[5]